# Sphaerostephanos immucosus
Sphaerostephanos immucosus är en kärrbräkenväxtart som beskrevs av Holtt. Sphaerostephanos immucosus ingår i släktet Sphaerostephanos och familjen Thelypteridaceae. Inga underarter finns listade.